# Matilde Pinchi Pinchi
Matilide Pinchi Pinchi (Tarapoto, 1946) es una empresaria, exsecretaria y colaboradora eficaz peruana que, entre 1998 y 2000, trabajó con el entonces asesor presidencial Vladimiro Montesinos, y mantuvo en custodia los denominados vladivideos que ocasionaron la caída del gobierno de Alberto Fujimori y que, durante cinco años, fue la principal testigo en los juicios que investigaron la corrupción política durante el fujimorato.
Ingresó en 1998 a trabajar en el Servicio de Inteligencia Nacional, entonces dirigido por Montesinos, convirtiéndose en su persona de mayor confianza después de trabajar brevemente en asuntos tributarios. Durante esos años, Pinchi Pinchi no sólo custodiaba los videos que Montesinos grababa de sus reuniones con diversos personas de la política y el espectáculo sino que también era confidente de Montesinos recibiendo de primera mano muchas declaraciones respecto de sus acciones.

## Obtención del vladivideo
Desde que el día 29 de julio del 2000, fecha en que se celebran Fiestas Patrias y se instala el nuevo Congreso, hasta 18 congresistas opositores al fujimorismo renunciaron a sus partidos y pasaron a integrar la bancada oficialista de Perú 2000, existieron sospechas de que el acto de trasfuguismo fue fruto de corrupción y compra de lealtades políticas.
A inicios de septiembre de ese año, un grupo de congresistas del Frente Independiente Moralizador (FIM) tuvo conocimiento de una cinta VHS que despejaba la duda acerca del intercambio de dinero a congresistas electos para integrar las filas fujimoristas. El 6 de septiembre Germán Barrera Inany, conocido posteriormente como ‘El patriota’, mostró al congresista Luis Iberico el que luego sería conocida como vladivideo Kouri-Montesinos. La película había sido extraída del SIN por Matilde Pinchi Pinchi, ex secretaria de Vladimiro Montesinos. El precio del material fílmico fue de 100 000 dólares, proporcionados por el empresario Francisco Palacios.
Posteriormente, Pinchi Pinchi declaró como testigo ante la Comisión Parlamentaria que, presidida por la entonces congresista Anel Townsend, investigó estas acciones en el año 2001.